# 兵仔市場 (臺南市)
23°00′14″N 120°14′04″E / 23.004020°N 120.234467°E
兵仔市場，慣稱兵仔市（閩南語：ping-á-tshī），為臺南市永康區中華一路的一處大型傳統市場，約有500個攤位。兵仔市約在戰後形成，最初位於臺南公園旁的兵配廠附近，因供應部隊採購需求而被稱為「兵仔市」；後來在1960年代遷至育樂街，在1980年代才遷至永康鄉（今永康區）四份子現址。

## 介紹
戰後，一些退伍軍人在兵配廠南側擺攤，以供應附近部隊的採購及民生需求。因市場需求量大，攤販甚至蔓延到了北門路和臺南火車站前圓環。1960年代，商人王趁看準兵仔市的商機，在育樂街向市政府申請設立了「東豐市場」，市政府在1962年3月核准其暫以作為攤販集中場，並將原兵仔市的攤販安置在此。由於東豐市場的規模逐漸成長，攤販亦蔓延到了勝利路上。外圍的攤販與卸貨車輛嚴重影響了周遭的交通與環境，曾有居民屢次要求取締，但皆不見成效。台南市政府遂於1983年10月在東區的四期重劃區設立了崇德市場和崇成市場，以容納東豐市場過多的攤販。因當時重劃區人口仍稀少，攤販仍不時回流至東豐市場。1984年4月，台南市政府因東豐市場擅自增加攤位，處罰其停業7日。後來王趁便與其他攤販合資買下中華一路附近土地，在1984年將兵仔市遷移到了永康的兵仔市場現址。